# The War at Home
"The War at Home" je druga epizoda četvrte sezone serije Zločini iz prošlosti.

## Sinopsis
Život mlade majke Dane će se promeniti, kada za njom dođe suprug, s pismom, u kojem piše da je pozvana u rat u Iraku. Međutim, kad nekoliko godina kasnije policija nađe njenu protezu u reci, najveća mogućnost je da je Dana mrtva, pa policija počinje istraživati razlog njene smrti. Kao prvog sumnjivog ispitaju Daninog supruga. Zanima ih da li bi Dana mogla izvršiti samoubistvo, pošto je u ratu ostala bez jedne ruke. Policija zatim ispita njenog prijatelja i vojnika Tomija, koji je u ratu izgubio nogu, i to ih je jako zbližilo. Istražioci saznaju i to da je Danu njen suprug varao s drugom. Sumnjivaca je sve više a Danin slučaj se počinje komplikovati... Ipak, otkriva se da je Danu neko gurnuo s mosta i ona je pala u vodu.